# Tongji Bingji
Tongji Bingji (chinesisch 同济并集) ist ein Presseisrücken im ostantarktischen Prinzessin-Elisabeth-Land. Er liegt südlich der Prydz Bay und östlich des Dålk-Gletschers im antarktischen Eisschild und bildet die westliche Flanke der Eisrinne Longxu Gou.
Chinesische Wissenschaftler benannten ihn 1993 bei Vermessungs- und Satellitengeodäsiearbeiten.